# بوم‌معنویت
بوم‌معنویت (به انگلیسی: Ecospirituality)، دانشبوم‌شناسی را با معنویت پیوند می‌دهد. این دین و فعالیت‌های زیست‌محیطی را گرد هم می‌آورد. بوم‌معنویت به عنوان «تجلی ارتباط معنوی انسان و محیط» تعریف شده‌است. هزاره جدید و بحران زیست‌محیطی نوین نیاز به دین و معنویت مبتنی بر محیط زیست را ایجاد کرده‌است. بوم‌معنویت توسط برخی از پزشکان و پژوهشگران به عنوان یکی از نتایج افرادی که می‌خواهند خود را از یک جامعه مصرف‌گرا و مادی‌گرا رها کنند، درک می‌کنند. بوم‌معنویت به دلیل اینکه اصطلاحی برای مفاهیمی مانند بوم‌شناسی ژرف‌نگر، بوم‌فمینیسم و دین طبیعت است، مورد انتقاد قرار گرفته‌است.